# Brachypotherium
Brachypotherium (лат.) — род вымерших млекопитающих из подсемейства Rhinocerotinae семейства носороговых, обитавших в Евразии (ископаемые остатки найдены на территории стран Западной и Восточной Европы, а также Китая) во времена позднего олигоцена и миоцена.
Первый верхний моляр, принадлежащий Brachypotherium brachypus, был обнаружен во время добычи золота в Новой Каледонии в XIX веке и был ошибочно идентифицирован как зуб вымершего сумчатого животного Zygomaturus. Однако носороги никогда не обитали в Новой Каледонии, и зуб, вероятно, использовался в качестве сувенира французским заключенным, депортированным туда.

## Классификация
По данным сайта Paleobiology Database, на ноябрь 2021 года в род включают 2 вымерших вида:
- Brachypotherium aurelianense Nouel, 1866
- Brachypotherium brachypus Lartet, 1848